# Wiesen-Kammgras
Das Wiesen-Kammgras oder nur Kammgras (Cynosurus cristatus) ist eine auch in Mitteleuropa heimische Grasart aus der Gattung der Kammgräser (Cynosurus) innerhalb der Familie der Süßgräser (Poaceae).

## Beschreibung

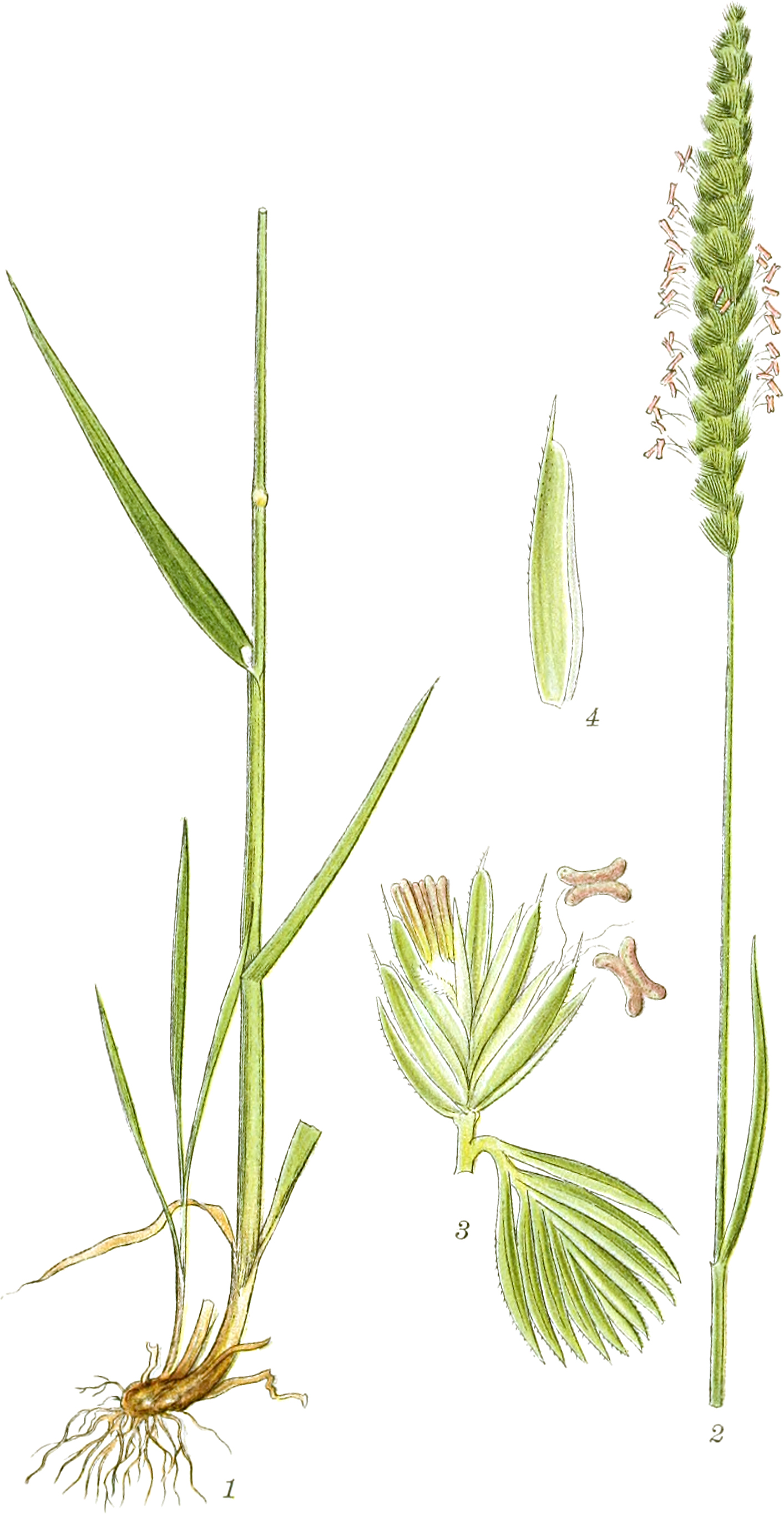
Illustration

### Vegetative Merkmale

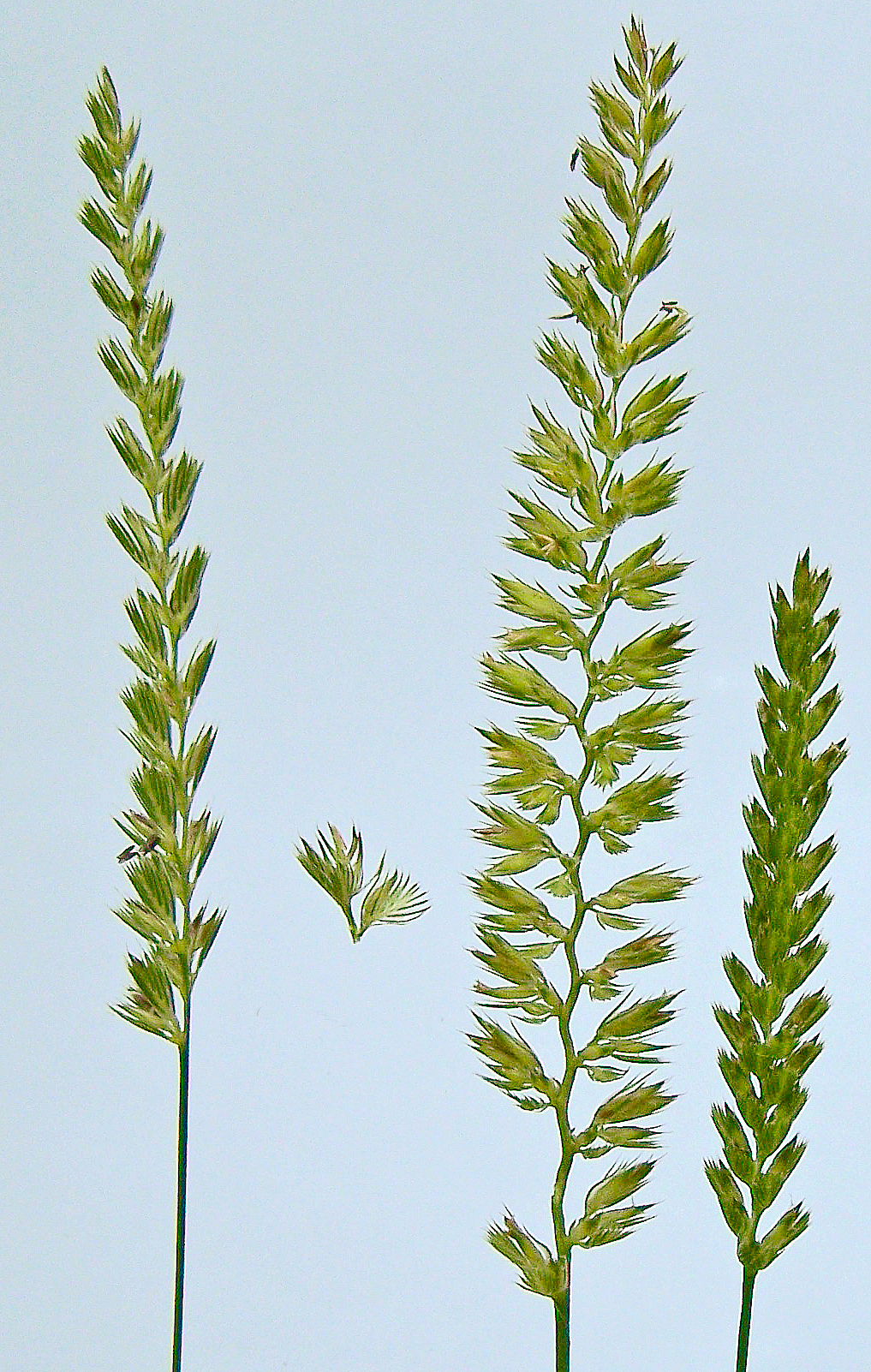
Rispen

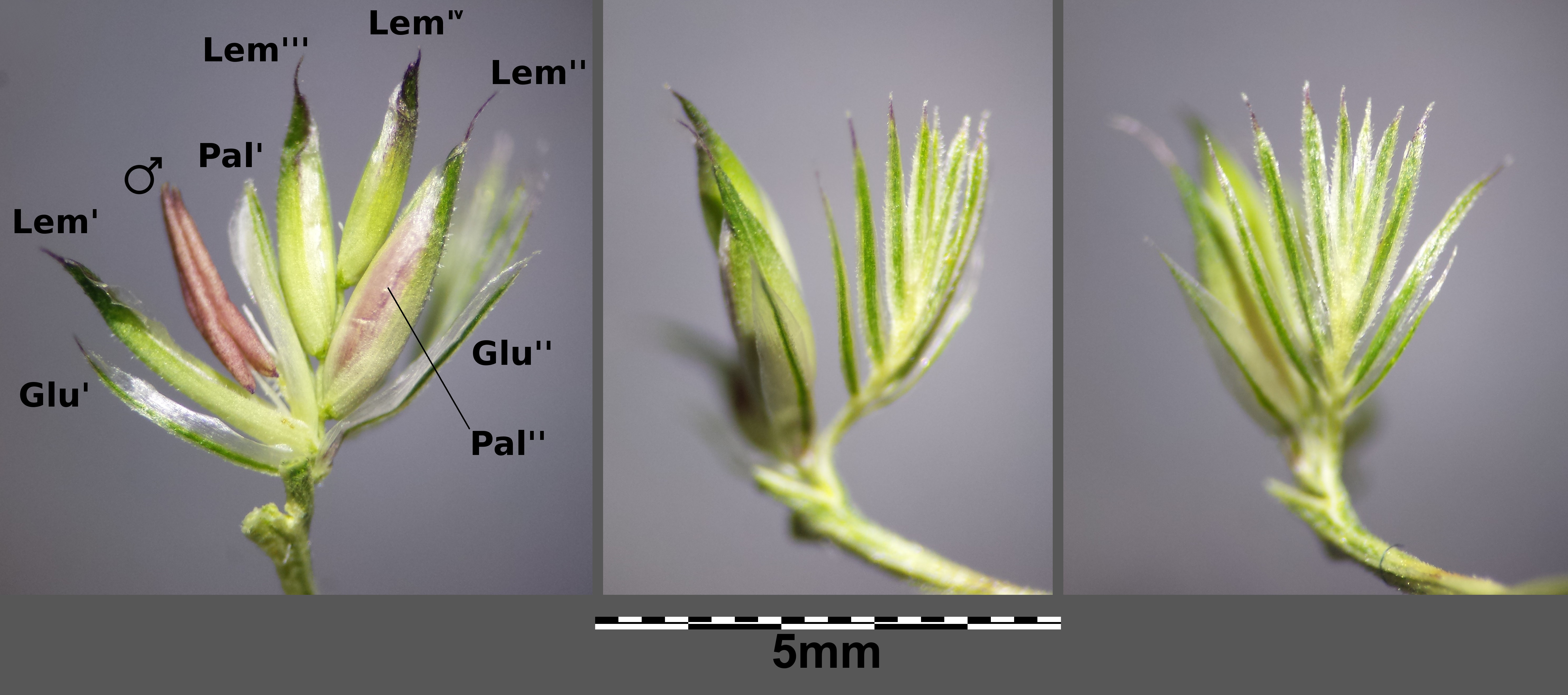
Ährchen mit vier Blüten: am Grund des Ährchens befinden sich zwei Hüllspelzen (Glu), jede Blüte wird von einer Deck- (Lem) und einer Vorspelze (Pal) eingehüllt. Zudem befindet sich am Grund ein doppelkammförmiges Gebilde, ein steriles Ährchen (siehe mittleres und rechtes Bild).

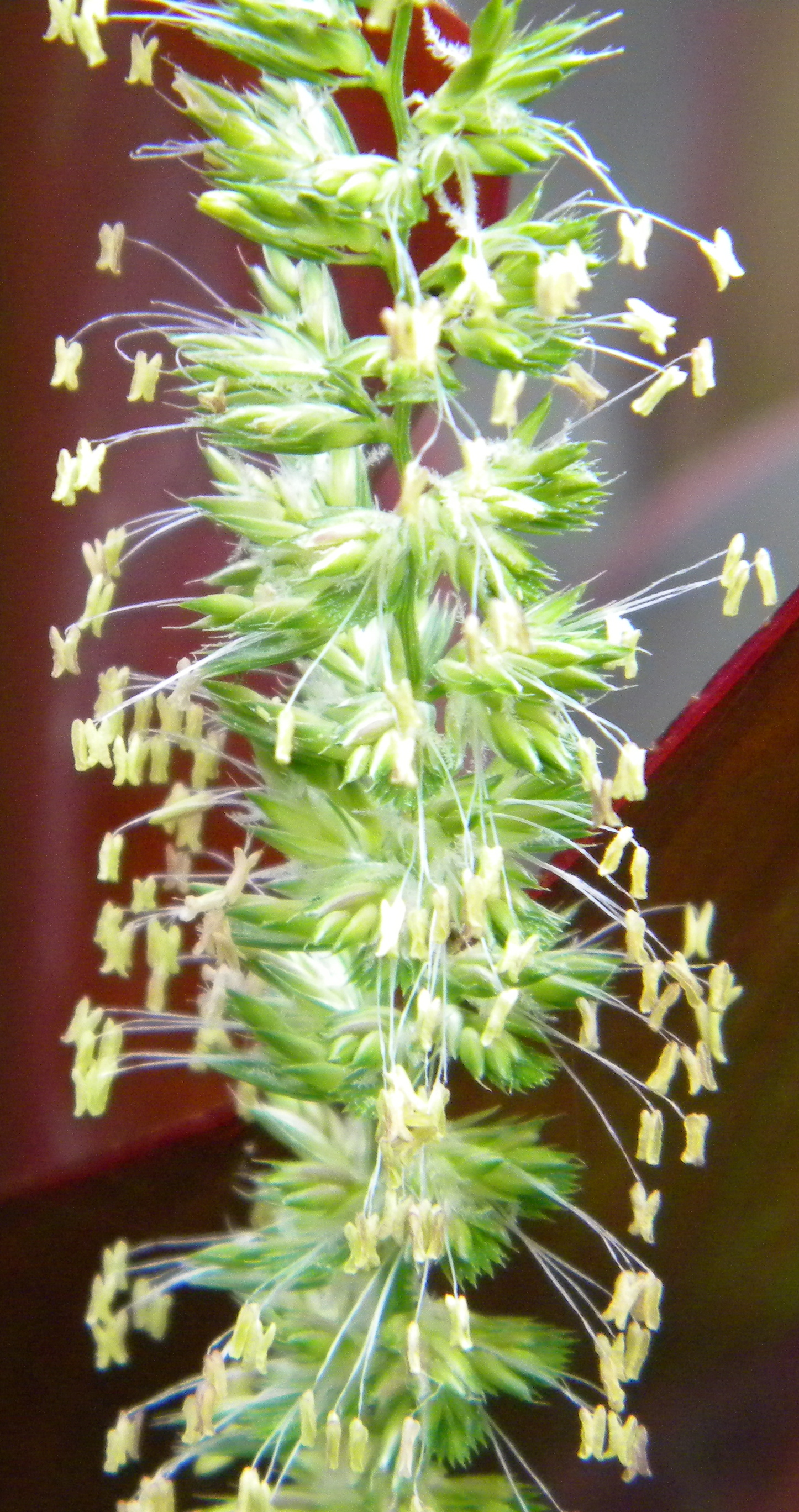
Kammgras blühend

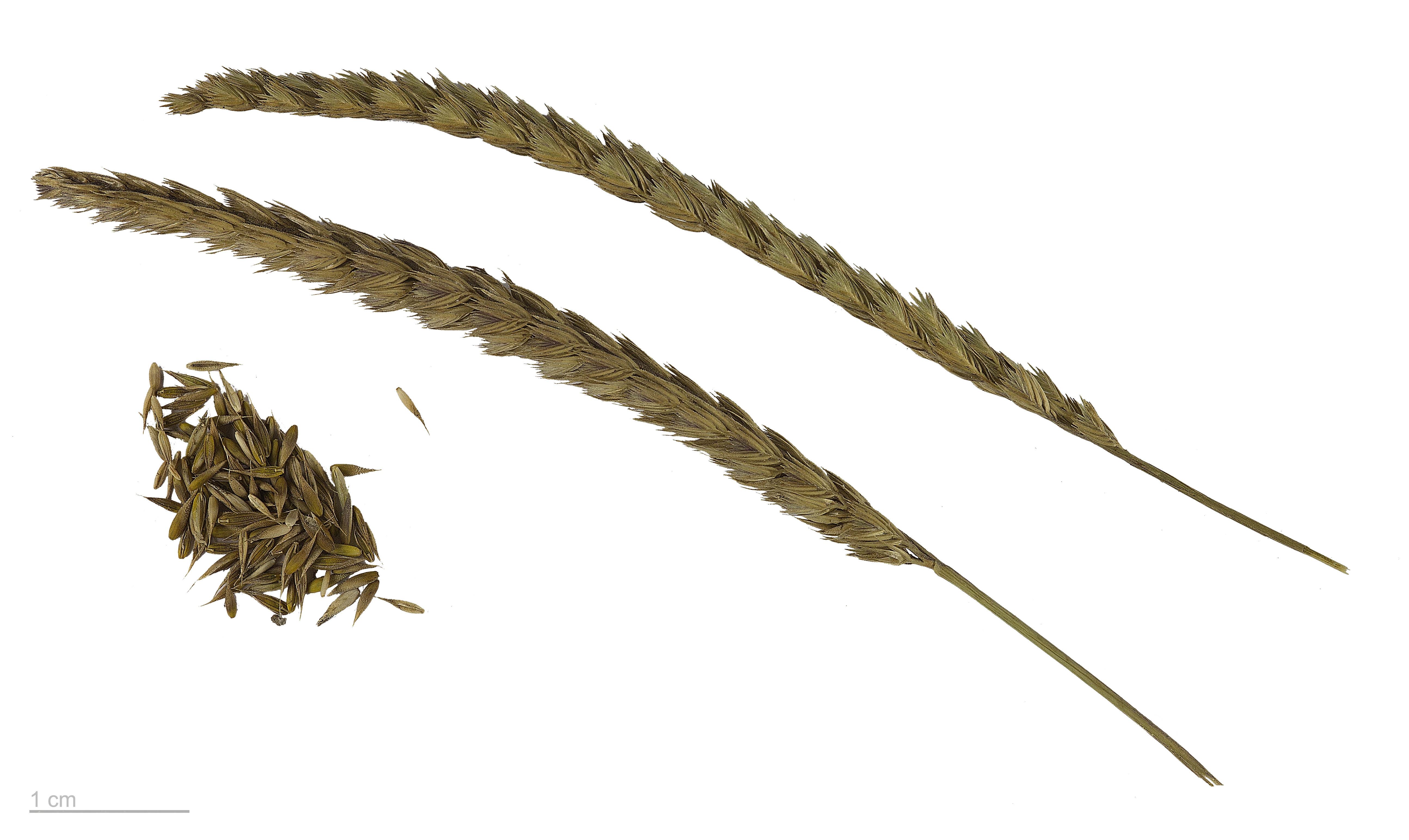
Kammgras fruchtend

Das Wiesen-Kammgras ist eine ausdauernde Pflanze und bildet dichte Horste (Hemikryptophyt). Es kann sich auch mit ganz kurzen Rhizomen ausbreiten und dichte Rasen bilden. Häufig wird es nur zwei bis fünf Jahre alt. Die zahlreichen Erneuerungstriebe wachsen innerhalb der Blattscheiden hoch. Die Halme werden 10 bis 75, selten bis 90 cm hoch. Sie stehen aufrecht, sind glatt und kahl und haben meist ein bis drei Knoten.
Die Blattscheiden sind gerieft, glatt und kahl. Die unteren zerfasern. Das Blatthäutchen ist ein häutiger Saum von 0,5 bis 1,5 mm Länge. Die Blattspreiten sind 4 bis 14 cm lang und 1 bis 2 (selten bis 3) mm breit. Sie ist flach ausgebreitet, kahl, oder an der Blattoberseite kurz behaart. Im oberen Drittel ist sie rau.

### Generative Merkmale
Der Blütenstand ist eine Rispe, die 2 bis 12 cm lang ist und 5 bis 10 mm breit. Die Ährchengruppen stehen dicht und zusammengezogen an einer Seite der Hauptachse. Die Rispenäste sind sehr kurz und verzweigt. Sie sind wie die Hauptachse und die Ährchenstiele fein bewimpert. Die einzelnen Ährchen stehen immer neben einem dichten, gestielten Fächer von leeren Spelzen. Mehrere Ährchen stehen zu kurzen, knäueligen Gruppen zusammen.
Das einzelne Ährchen hat zwei bis fünf Blüten. Es ist ohne Granne 3 bis 6 mm lang. Zur Reife fallen die Blütchen einzeln aus, ihre Hüllspelzen bleiben stehen. Die Hüllspelzen sind fast gleich, einnervig, 3 bis 4,5 mm lang. Seitlich gesehen sind sie schmal-lanzettlich und zugespitzt; sie sind dünnhäutig, kahl und haben einen rauen Kiel. Die Deckspelzen sind fünfnervig, drei bis vier mm lang. Ihre Form ist lanzettlich, mit schmal-abgerundetem oberen Ende. Die Deckspelzen tragen meist eine bis einen mm lange, dünne Grannenspitze. Sie sind häutig, kahl, an den Rändern und am oberen Teil rau. Die Vorspelzen sind zweinervig, kürzer als die Deckspelzen. Ihre Form ist lanzettlich, am oberen Ende sind sie eingekerbt, die Kiele rau. Die Staubbeutel sind 1,8 bis 2 mm lang. Die Blütezeit ist Juni bis August.
Die Frucht ist 1,6 bis 2 mm lang. Sie ist kahl und hat einen elliptischen Umriss.
Die Chromosomenzahl beträgt 2n = 14.

## Ökologie
Das Wiesen-Kammgras ist ein ausdauernder, kurzlebiger Hemikryptophyt.
Die Blüten sind selbstfertil und  windblütig vom „Langstaubfädigen Typ“. Die Blütezeit ist Juni bis August.
Ausbreitungseinheit sind die von Deck- und Vorspelze umgebenen Karyopsen. Es findet Windausbreitung statt, dazu vor allem Ausbreitung durch Tritt, d. h. Verschleppung mit Erde, die den Hufen der Weidetiere anhaftet. Vielleicht auch Zufallsausbreitung mit dem Futter; daneben Menschenausbreitung als Kulturbegleiter. Lichtkeimer. Fruchtreife ab August.
Eine vegetative Vermehrung durch die kurzen Ausläufer ist möglich. Zuweilen tritt eine vivipare Form auf (var. vivipara WILLK.), bei der sich die Ährchen zu Laubsprossen entwickeln.

## Verbreitung und Standorte
Das Wiesen-Kammgras kommt in den meisten Teilen Europas sowie in Südwest-Asien bis zum Iran und auf den Azoren vor. In Europa kommt es in fast allen Ländern vor, es fehlt nur in Lettland, Nordmazedonien und wurde auf Island eingeführt. In Nordamerika, Australien und Neuseeland wurde es eingeschleppt. Es ist ein Element der submeridionalen bis nördlich-temperaten Florenzone. Es kommt von der Ebene bis in mittlere Gebirgslagen vor, besitzt jedoch nur in Berglagen höhere Bestandsanteile. Im Schwarzwald steigt es bis 1300 m, in den Alpen meist bis 1700 m. In den Allgäuer Alpen steigt es in Vorarlberg zwischen Hochtannberg und Hochalpsee bis zu 1890 Metern Meereshöhe auf. In Liechtenstein erreicht es am Sareiserjoch und im Kanton Wallis bei La Pierraz 2000 Meter.
Es wächst auf Wiesen, Viehweiden, auf Kunstrasen, Feldwegen und in lichten Wäldern. In Marsch und Geest ist es verbreitet. Es bevorzugt frische, nährstoff- und basenreiche, milde bis leicht saure Ton- und Lehmböden. Es ist ein Lehmzeiger, Frischezeiger und eine ausgesprochene Lichtpflanze. Es kommt auch in staunassen Lagen und bei ausreichender Feuchtigkeit auch auf sandigen Böden vor. Gemieden werden trocken-sandige, stark saure, starker verarmte Böden und trockenes Klima.
Die ökologischen Zeigerwerte nach Landolt et al. 2010 sind in der Schweiz: Feuchtezahl F = 3 (mäßig feucht), Lichtzahl L = 4 (hell), Reaktionszahl R = 3 (schwach sauer bis neutral), Temperaturzahl T = 3 (montan), Nährstoffzahl N = 3 (mäßig nährstoffarm bis mäßig nährstoffreich), Kontinentalitätszahl K = 2 (subozeanisch).
Im pflanzensoziologischen System ist es eine Verbandskennart der Fettweiden, der Stand- und Mähweiden (Cynosurion cristati). Es ist auch in Glatthaferwiesen (Verband Arrhenatherion elatioris) und in Goldhafer-Bergwiesen (Verband Polygono-Trisetion) häufig vertreten.
In Deutschland wird die Art in einigen Bundesländern als gefährdet eingestuft. In Österreich gilt die Art als häufig. In der Schweiz ist die Art in keinem der Gebiete gefährdet.

## Nutzung
Das Wiesen-Kammgras wird als Futtergras und als Parkrasen kultiviert. Es wird vom Vieh auf Weiden vor allem jung gern gefressen, die zähen Halme werden jedoch stehengelassen. In trockenen Lagen ist es ertragsarm, auf reichen, feuchten Böden in luftfeuchten Lagen jedoch wüchsig mit dichten Rasen und weideresistent. Aufgrund des frühen Austriebs und der Selbstaussaat ist es in Berglagen ein wertvolles Gras. Durch Düngung wird es gefördert. In tiefen Lagen wird es jedoch leicht von wuchskräftigeren Arten verdrängt. Es gilt daher als mittelwertiges, ertragsarmes Gras vor allem der feuchten und kühlen Lagen.

## Taxonomie
Das Wiesen-Kammgras wurde 1753 von Carl von Linné in Species Plantarum Tomus I, S. 72 als Cynorurus cristatus erstveröffentlicht.

## Trivialnamen
Für das Wiesen-Kammgras bestehen bzw. bestanden auch die weiteren deutschsprachigen Trivialnamen: Herdgras (Bern), Kammgras (Schlesien) und Wierengras (Oldenburg).

## Belege
Neben den in den Einzelnachweisen aufgeführten Quellen beruht der Artikel auf folgenden Unterlagen:
- Hans Joachim Conert: Pareys Gräserbuch. Die Gräser Deutschlands erkennen und bestimmen. Parey, Berlin 2000, ISBN 3-8263-3327-6, S. 192.
- Ruprecht Düll, Herfried Kutzelnigg: Taschenlexikon der Pflanzen Deutschlands und angrenzender Länder. Die häufigsten mitteleuropäischen Arten im Portrait. 7., korrigierte und erweiterte Auflage. Quelle & Meyer, Wiebelsheim 2011, ISBN 978-3-494-01424-1.